# Luci sommerse
Luci sommerse è un film del 1934 diretto da Adelqui Migliar, regista cileno di madre italiana.
Girato negli stabilimenti Cines, è stato redistribuito in anni successivi con il titolo Don Pablo il bandito.